# Taifa Segorbe
De taifa Segorbe was een emiraat (taifa) in de regio Valencia, in het oosten van Spanje. De taifa kende een kortstondige onafhankelijke periode van ca. 1065 tot ca. 1075 onder Ibn Yasin. De stad Segorbe was de hoofdplaats van de taifa.